# Провулок Тараса Сенюка (Житомир)
Прову́лок Тараса Сенюка  — провулок у Богунському районі Житомира. Названий на честь українського десантника, Героя України, полковника ЗСУ Тараса Сенюка.

## Розташування
З'єднує вулиці Митрополита Андрея Шептицького та Зелену в напрямку на південний захід, між провулками Миколи Величківського та Сергія Кулжинського.
Довжина провулка — 190 метрів.

## Історія
До 19 лютого 2016 року називався 3-й Червоноармійський провулок. Відповідно до розпорядження Житомирського міського голови від 19 лютого 2016 року № 112 «Про перейменування топонімічних об'єктів та демонтаж пам'ятних знаків у м. Житомирі», перейменований на провулок Тараса Сенюка.